# Coccoloba geniculata
Coccoloba geniculata är en slideväxtart som beskrevs av Gustav Lindau. Coccoloba geniculata ingår i släktet Coccoloba och familjen slideväxter. Inga underarter finns listade i Catalogue of Life.